# Dona Heravej
Dona Heravej (енгл. Donna Haraway; Denver, 6. septembar 1944) istaknuta je profesorka emerita na katedrema istorija svesti i ženske studije kalifornijskog univerziteta u Santa Kruzu, SAD. Kao ugledna naučnica u polju naučnih i tehnoloških studija, Heravej je ranih 90-ih godina opisivana više kao „feministkinja, nego kao neomarksistkinja i postmodernistkinja.” Autor je brojnih knjiga i eseja koje postavljaju pitanja o nauci i feminizmu, kao što su „Manifest kiborga: nauka, tehnologija i socijalistički feminizam u poznom dvadesetom veku” (1985) i „Situirana znanja: pitanje nauke u feminizmu i privilegija parcijalnih perspektiva” (1988).
Heravej predaje ženske studije i istoriju nauke na havajskom univerzitetu i na univerzitetu Džons Hopkins. Septembra 2000. godine, Heravej je nagrađena najvišom počasnom titulom od strane udruženja za društvene studije nauke (Society for Social Studies of Science - 4S), nagradom Dž. D. Bernal, za životno dostignuće u njenom polju nauke. Njeni radovi su umnogome doprineli izučavanju odnosa čovek-mašina i čovek-životinja. Takođe, njeni radovi su izazvali brojne debate u primatologiji, biologiji i filozofiji. Heravej je od 1990. do 1996. godine sarađivala sa eminentnom feminističkom teoretičarkom Lin Rendolf. Njihova povezanost specifičnih ideja o feminizmu, tehno-nauci, političkoj svesti i drugim društvenim problemima je stvorila sliku i narativ Heravejine knjige..

## Detinjstvo
Dona Džin Heravej je rođena 1944. godine u Denveru, Kolorado. Njen otac je bio sportski novinar Denver posta, a majka, koja je dolazila iz religiozne irske katoličke porodice, je umrla kada je Dona imala 16 godina. Heravej je završila srednju školu Sveta Marijina Akademija u Čeri Hilsu, Kolorado. Heravej je diplomirala na koledžu u Koloradu na predmetima zoologija, filozofija i književnost.. Nakon koledža, Heravej je dobila Fulbrajtovu stipendiju Tejar de Šarden fondacije u Parizu, gde je sudirala evolucionu filozofiju i teologiju. Doktorirala je biologiju na Jejlu 1970. godine sa disertacijom o upotrebi metafore u eksperimentima oblikovanja u eksperimentalnoj biologiji pod nazivom „Potraga za organozacionim odnosima: Organizmička paradigma u razvojnoj biologiji 20. veka”, koju je kasnije uredila i objavila kao knjigu pod nazivom „Kristali, tkanine i polja: Metafore organicizma u razvojnoj biologiji 20. veka”. Heravej je dobijala razne stipendije koje je svesno prihvatala (aludirajući na Hladni rat i posleratnu američku hegemoniju) govoreći, „ ...ljudi kao što sam ja postaju nacionalni resursi u nacionalnom istraživanju nauke. Tako da je bilo novca čak i za obrazovanje irskih katolikinja”.

## Glavni radovi

### Vizije primata
Njen rad je zapisan u istoriji nauke i biologiji. U studiji „Vizije primata: rod, rasa i priroda u svetu moderne nauke”, fokusira se na metafore i narative koji usmeravaju nauku primatologije. Ističe da postoji tendencija maskulinizacije priča o „reproduktivnom takmičenju i seksu između agresivnih muškaraca i predusretljivih žena koje neke vrste zaključaka ublažavaju, a druge i isključuju.” . Tvrdi da se ženski primatolozi uglavnom okreću ka opservacijama koje zahtevaju više komunikacije i osnovne aktivnosti preživljavanja, što nudi različite perspektive porekla prirode i kulture nasuprot onim trenutno prihvaćenim. Nakon brojnih primera narativa i ideologije roda, rase i vrste sa zapada, Heravej dovodi u pitanje većinu fundamentalnih konstrukcija priča naučne prirode čoveka baziranih na primatima. 
U Vizijama primata je napisala:
„Moja nada leži u tome da uvek posredno i ponekad perverzno fokusiranje može da olakša reviziju fundamentalnih i upornih zapadnih narativa o razlikama, naročito o rasnim i seksualnim razlikama; o reprodukciji, posebno u smislu mnoštva generatora i potomaka; i o preživljavanju, naročito o preživljavanju zamišljenom u ograničenim uslovima porekla i o kraju istorije, kao što je rečeno u zapadnim tradicijama tog kompleksnog žanra.”
Heravejin cilj za nauku je „da otkrije granice i nemogućnosti njene „objektivnosti” i da uzme u obzir neke skorije revizije koje su ponudili feministički primatolozi.” Heravej predstavlja alternativnu perspektivu ka prihvatanju ideologija koje nastavljaju da oblikuju način na koji su priče o naučnoj ljudskoj prirodi stvorene. Heravej podstiče feministkinje da budu više uključene u svet tehno-nauke i da im se za to pripišu zasluge. U publikaciji iz 1997. godine, zabeležila je:
Želim da se feministkinje više uključe u procese poimanja čoveka i njegove prirode i veza u tehno-naučnom svetu. Takođe, želim da aktivisti feminističkog pokreta, kulturalni stvaraoci, naučnici, inženjeri i akademici (svih kategorija) - budu priznati za artikulisanje i uključenost u okvirima tehno-nauke kako bi neznanje većine „mejnstrim” akademika u njihovoj karakterizaciji (ili nedostatku karakterizacija) feminizma povezanim za tehno-naučnu praksu i tehno-naučno učenje bilo otklonjeno.

### „Manifest kiborga”
Heravej je 1985. godine objavila esej pod nazivom „Manifest kiborga: nauka, tehnologija i socijalistički feminizam u poznom dvadesetom veku” u časopisu Socijalistički pregled. Iako većina njenih ranijih radova uglavnom cilja na naglašavanje sklonosti ka muškom rodu u naučnoj kulturi, takođe je značajno doprinela feminističkim narativima 20. veka. Manifest je za nju bio kritični trenutak u kom su feministkinje morale da prihvate njihovu poziciju u onome što ona naziva „informatičkom dominacijom” da bi u stvarnom svetu dobile na značaju. Proklamuje da feministkinje moraju da se ujedine protiv „ironičnog sna o običnom jeziku žena u integralnom kolu.” Žene više nisu bile izvan hijerarhije privilegovanih jedinica, već su morale da stvore takvu politiku uz pomoć koje bi bile prilično duboko prožete, korišćene i obuhvaćene u mrežnoj hegemoniji.
Prema njenom „Manifestu”, „ne postoji ništa vezano za to da je neko žensko, što prirodno spaja žene u ujedinjenu kategoriju. Ne posoji čak ni stanje biti žensko, kao kompleksna kategorija stvorena u seksualno takmičarskim naučnim diskursima i drugima društvenim praksama” (s. 155). Kiborg ne zahteva stabilan, esencijalistički identitet i feministkinje bi trebalo da uzmu u obzir stvaranje koalicija baziranih na „sklonosti” umesto na identitetu. Da bi dokazala svoj argument, Heravej je analizirala frazu „obojene žene”, sugerišući je kao jedan mogući primer politike sklonosti. Koristeći termin skovan od strane teoretičarke Šile Sandoval, Heravej piše da je moguće uporediti „opozicionu svest” sa politikom kiborga, zato što naglašava kako sklonost dolazi kao rezultat „različitosti i specifičnosti” za razliku od identiteta” (s. 156).

### Feminizam kiborga
U njenom ažuriranom radu „Manifest kiborga: nauka, tehnologija i socijalistički feminizam u poznom dvadesetom veku”, u njenoj knjizi „Simijani, kiborzi i žene: ponovno otkriće prirode” iz 1991. godine, Heravej koristi metaforu kiborga kako bi objasnila kako fundamentalne kontradikcije u feminističkoj teoriji i identitet treba da budu povezani, a ne rešeni, slično fuziji mašine i organizma kod kiborga. „Manifest kiborga” je takođe važna feministička kritika kapitalizma.

### „Situirana znanja”
„Situirana znanja: pitanje nauke u feminizmu i privilegija parcijalnih perspektiva” objašnjava Heravejinu viziju feminističke nauke. Ovaj esej je nastao kao komentar na „Pitanje nauke u feminizmu” iz 1986. godine Sandre Harding i to je zapravo odgovor na njenu „nasledničku nauku”. Heravej kritikuje feminističke intervencije u maskulanizirane tradicije naučne retorike i koncepta objektivnosti. U eseju identifikuje metaforu koja pruža oblik tradicionalnoj feminističkoj kritici kao polarizaciju. S jedne strane imamo one koji navode da je nauka retorička praksa i da kao takva, „nauka je takmičarsko polje teksta i moći” (s. 577). Sa druge strane su oni koji su zainteresovani za feminističku verziju objektivnosti, pozicija koju Heravej opisuje kao „feministički empirizam”.

## Kritika
Rad Done Heravej je kritikovan kao „metodološki nejasan” i da je pun očigledno nerazumnim jezikom koji se „ponekad namerno skriva na naizgled promišljen način”. Nekoliko recenzenata je raspravljalo o tome da je njeno shvatanje naučnog metoda osporivo i da njeno istraživanje epistemologije ponekad ostavlja njene tekstove praktično bez značenja.
Recenzija Vizije primata iz 1991. godine, objavljena u Međunarodnom žurnalu primatologije, pruža primere nekih od najčešćih kritika njenog pogleda nauke:
Ovo je knjiga u kojoj postoje na stotine kontradikcija; ali nije to njena kritika, zato što autor misli da su kontradikcije znak intelektualnog sazrevanja i vitalnosti. Ovo je knjiga koja sistematski krivi i bira istorijske dokaze; ali ni to nije kritika, jer autor misli da su sve interpretacije proklete i ona posmatra kao svoju dužnost da izabere svoje činjenice onako kako odgovaraju njenoj vrsti politike. Ovo je knjiga puna nejasne francuske intelektualne proze koja čini da Tejar de Šarden zvuči kao Ernest Hemingvej; ali to nije kritika, zato što se autoru sviđa takva vrsta proze i zato što je pohađala časove takvog pisanja i ona misli da je taj običan i prost govor deo zavere protiv siromašnih. Ovo je knjiga u kojoj 450 stranica zveči u tamnom ormaru nebitnih stvari pre nego što slučajno naleti na svoj sadržaj i samo se zaustavi; ali to takođe nije kritika, jer autor veruje da je prijatno i osvežavajuće lupetati nepovezanim činjenicama kao oštra kritika maglovitih umova. Ova knjiga me je razbesnela; ali to nije njen nedostatak, zato što bi i trebalo da razbesni ljude kao što sam ja i šta više, autor bi bio srećniji da mi je eksplodirala arterija. Ukratko, ova knjiga je savršena, zato što su svi njeni nedostaci namerni proizvodi umetnosti. U ovoj knjizi nema šta da se iskritikuje. Jedini pravac koji se pruža recenzentu kome se ne sviđa ova knjiga isto koliko i meni, je da preispita autorove fundamentalne pretpostavke - koje su veoma dragocene a tiču se prirode i veze jezika, znanja i nauke.
Još jedna recenzija iste knjige koja se pojavila 1990. godine u Američkom žurnalu primatologije, nudi sličnu kritiku Herevejinog književnog stila i akademskih metoda:
Sve ukupno, postoji mnogo mesta gde se čini da ne postoji uticaj urednika. Konstatno su kovani neologizmi i rečenice su dugačke kao celi pasusi i teško ih je shvatiti. Biografija, istorija, propaganda, nauka, naučna fantastika i film su isprepleteni na vrlo konfuzan način. Možda je ideja bila da se izazove odustnost, da bi čitaoci mogli uljuškano da poveruju u sve. Da neki čitalac nije upućen u materiju, ova knjiga mu ne bi pružila razumnu istoriju antropologije ili primatologije.

## Publikacije
- Kristali, tkanine i polja: Metafore organicizma u razvojnoj biologiji dvadesetog veka, 1976.
- „Manifest kiborga: nauka, tehnologija i socijalistički feminizam u poznom dvadesetom veku”, 1985.[18]
- „Situirana znanja: pitanje nauke u feminizmu i privilegija parcijalnih perspektiva”, Feminističe studije, s. 575-599, 1988.
- „Vizije primata: rod, rasa i priroda u svetu moderne nauke”, Svet moderne nauke, Rutlidž: Njujork i London, 1989.
- „Simijani, kiborzi i žene: ponovno otkriće prirode”, Njujork: Rutlidž, i London: Slobodno udruženje knjiga, 1991 (uključuje i „Manifest kiborga: nauka, tehnologija i socijalistički feminizam u poznom dvadesetom veku”).
- Modest_Witness@Second_Millennium.FemaleMan©Meets_OncoMouse™: Feminizam i tehno-nauka, Njujork: Rutlidž, 1997 (osvajač nagrade Ludvig Flek).
- How like a Leaf: Konverzacija sa Donom Dž. Heravej, Tirzom Nikols Gudiv, Rutlidž, 1999.
- Manifest o udruženim vrstama: psi, ljudi i bitna različitost, Čikago: Prickly Paradigm Press, 2003.
- Kada se susretnu vrste, Minesota: Univerzitet u Minesoti, 2008.

## Spoljašnje veze
- Dona Heravej Stranica na fakultetu Santa Cruz,
- Intervju u Wired iz 1997.